# Davidson Black
Profesor Davidson Black, FRS (člen Královské společnosti) (25. července 1884 Toronto – 15. března 1934 Peking; v Číně známý jako 步達生) byl kanadský paleoantropolog. Nejznámější je díky svému popisu sinantropa. Byl předsedou Geologického průzkumu Číny.

## Život
Už od mládí se zajímal o zkameněliny. Rovněž se přátelil s Indiány (o mnoho let později během vykopávek v Číně jako jeden z mála bělochů respektoval svoje čínské spolupracovníky a pomocníky a neprojevoval žádné rasové předsudky, což mu přineslo jejich obdiv a lásku; po jeho smrti mu chodili klást na hrob květiny. Rovněž zastával názor, že čínské nálezy by měly zůstat v zemi, kde byly objeveny). V roce 1906 získal doktorát z medicíny a pokračoval studiem srovnávací anatomie. V roce 1913 se oženil s Adenou Nevittovou, která jej doprovázela na všech cestách. Obě jejich děti, syn (nar. 1921) a dcera (nar. 1925) se narodily v Číně. V roce 1914 strávil půl roku v Manchester v Anglii jako pomocník australského neurologa a anatoma Sira Graftona Elliota Smithe, který v té době studoval Piltdownského člověka. Tím začal Blackův zájem o lidskou evoluci.
V roce 1919 odjel do Pekingu, kde na univerzitě přednášel neurologii a embryologii. Začal se zajímat o fosílie z Čou-kchou-tienu. Podle jednoho zubu roku 1927 popsal nový druh fosilního člověka pod jménem Sinanthropus pekinensis (dnes Homo erectus pekinensis). Tento zub nosil v přívěsku na krku. Rockefellerova nadace mu na základě jediného zubu odmítla poskytnout grant; tento grant – ve výši 80,000 dolarů – dostal Black až následujícího roku, kdy byly nalezeny další zuby, dolní čelist a fragmenty lebky. Umožnil mu zřízení Výzkumné laboratoře třetihor. První lebku nalezl následujícího roku Pchej Wen-čung a následovaly další nálezy, které Black horlivě studoval. V roce 1934 byl hospitalizován kvůli problémům se srdcem; ihned po propuštění se však vrhl znovu do práce. Zemřel v noci za svým psacím stolem, v ruce lebku sinantropa. Bylo mu 49 let.
Na jeho počest je pojmenován Gigantopithecus blacki.

## Publikace
- "Skeletal Remains of Sinanthropus Other Than Skull Parts." Bulletin of the Geological Society of China, Vol. XI, No. 4, 1932.
- "Evidences of the Use of Fire by Sinanthropus." Bulletin of the Geological Society of China, Vol. XI, No. 2, Peiping, 1931.
- "Palæogeography and Polar Shift. A Study of Hypothetical Projections." Bulletin of the Geological Society of China, Vol. X, Peiping, 1931.
- "Notice of the Recovery of a Second Adult Sinanthropus Skull Specimen." Bulletin of the Geological Society of China, Vol. IX, No. 2, 1930.
- "Interim Report on the Skull of Sinanthropus." Bulletin of the Geological Society of China, Vol. IX, No. I, 1930.
- "Preliminary Notice of the Discovery of an Adult Sinanthropus Skull at Chou Kou Tien." Bulletin of the Geological Society of China, Vol. VIII, No. 3, 1929.
- "Preliminary Note on Additional Sinanthropus Material Discovered in Chou Kou Tien During 1923." Bulletin of the Geological Society of China, Vol. VIII, No. 1, 1929.
- "The Aeneolithic Yang Shao People of North China." Reprinted from the Transactions of the 6th Congress of the Far Eastern Association of Tropical Medicine. Tokyo, Japan, 1925.
- "Asia and the Dispersal of Primates." Reprinted From the Bulletin of the Geological Society of China, Vol. IV, No. 2., 1925.
- "A Note of the Physical Characters of the Prehistoric Kansu Race." From Memoirs of the Geological Survey of China, Series A, No. 5, June, 1925.